# شهداء فلسطين

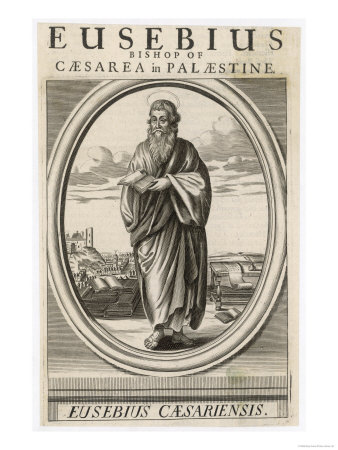
نقش أثري ليوسابيوس القيصري

"حول شهداء فلسطين" هو عمل للمؤرخ الكنسي وأسقف قيصرية يوسابيوس (263-339 م) يروي اضطهاد المسيحيين في قيصرية في عهد الإمبراطور الروماني دقلديانوس. وقد بقي العمل في شكلين نسخة مختصرة شكلت جزءًا من تاريخه الكنسي ونسخة أطول، اكتشفت فقط في عام 1866. وكان يوسابيوس حاضراً في قيصرية في زمن الاضطهادات التي يرويها.

## الخلفية
ربما كانت النسخة المختصرة من كتاب شهداء فلسطين عبارة عن مراجعة للنسخة الأطول. من الممكن أن تكون النسختان الحاليتان مجرد أجزاء من عمل أطول مفقود الآن. قام بتأليف النسخة المنقحة الطويلة في وقت ما بعد عام 311 عندما توقفت الاضطهادات في قيصرية ونشرت في عامي 315 و316.